# Rio Gila

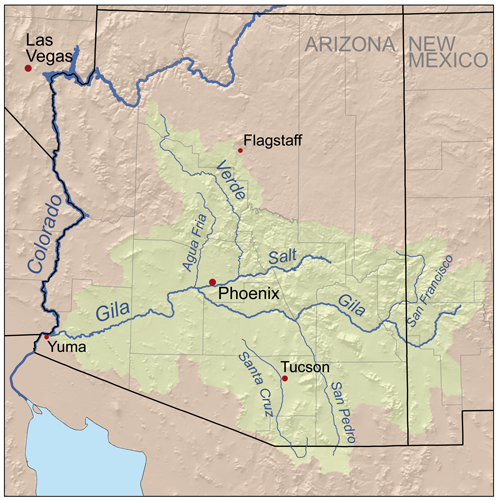
Mapa da bacia do rio Gila

O rio Gila é um rio afluente do Rio Colorado, nasce ao oeste do estado de Novo México, no condado de Sierra, nas encostas ocidentais da Divisória Continental e estende-se através de 1.044 km através do sudoeste dos Estados Unidos.
O rio Gila é um dos maiores rios que atravessam um deserto, à escala mundial. Seus recursos aqüíferos abastecem na atualidade as cidades de Phoenix e Yuma no estado do Arizona, e abastece também os campos agrícolas e pequenas povoações por onde que transcorre seu caudal.
Depois da Guerra Mexicano-Americana (1846-1848), o rio serviu de fronteira entre o México e os Estados Unidos. Posteriormente o presidente mexicano Antonio López de Santa Anna vendeu em 1853 a Estados Unidos a região conhecida como A Mesilla por dez milhões de dólares da atualidade.